# Megachile assumptionis
Megachile assumptionis är en biart som beskrevs av Carlos Schrottky 1908. Megachile assumptionis ingår i släktet tapetserarbin, och familjen buksamlarbin. Inga underarter finns listade i Catalogue of Life.